# Lonchaea sabroskyi
Lonchaea sabroskyi är en tvåvingeart som beskrevs av Mcalpine 1964. Lonchaea sabroskyi ingår i släktet Lonchaea och familjen stjärtflugor. Inga underarter finns listade i Catalogue of Life.